# Въсховски окръг
Въсховски окръг (на полски: Powiat wschowski) е окръг в Западна Полша, Любушко войводство. Заема площ от 624,20 км2. Административен център е град Въсхова.

## География
Окръгът обхваща територии от историческите области Долна Силезия и Великополша. Разположен е в югоизточната част на войводството.

## Население
Населението на окръга възлиза на 39 349 души (2012 г.). Гъстотата е 63 души/км2.

## Административно деление
Административно окръгът е разделен на 3 общини.
Градско-селски общини:
- Община Въсхова
- Община Слава
- Община Шлихтингова

## Фотогалерия
- Слава
- Шлихтингова
- Въсхова